# Российская академия медицинских наук
Росси́йская акаде́мия медици́нских нау́к (РАМН; 1992—2013) — государственная отраслевая академия наук в России, научный центр, целью которого являлась координация фундаментальных исследований в области медицины в России.
Была образована на базе Академии медицинских наук СССР, в 1992 году получила статус государственной академии наук Российской Федерации. В октябре 2013 года в рамках реформы Российской академии наук произошло объединение государственных академий РАМН и РАСХН с РАН. При этом РАМН стала Отделением медицинских наук РАН, а её учреждения вошли в состав названного Отделения.

## История
Была образована на базе Академии медицинских наук СССР в 1992 году.
Первым Президентом РАМН стал эпидемиолог В. И. Покровский (1992—2006). В последующие годы руководителями Академии были онколог М. И. Давыдов (2006—2011) и эндокринолог И. И. Дедов (2011—2013).
В 2011 году фонд «Сколково» и Российская академия медицинских наук подписали меморандум о сотрудничестве, цель которого — стимулирование инноваций в медицине. Сотрудничество «Сколково» и РАМН нацеливалось на улучшение конкурентоспособности медицинской и фармацевтической промышленности РФ.

### Реорганизация
В соответствии со ст. 18 Федерального закона от 27.09.2013 № 253-ФЗ «О Российской академии наук, реорганизации государственных академий наук и внесении изменений в отдельные законодательные акты Российской Федерации» (вступил в силу 30 сентября 2013 года) Российская академия медицинских наук присоединена к Российской академии наук (РАН).
В соответствии с пунктами 2 и 3 этой статьи со дня его вступления в силу лица, имевшие звания действительного члена РАМН, стали академиками Российской академии наук. Наделение членов-корреспондентов РАМН статусом членов-корреспондентов Российской академии наук осуществлено в порядке, установленном уставом РАН. В соответствии с пунктом 8 этой статьи Президент РАМН осуществлял полномочия вице-президента РАН в течение трех лет со дня проведения первого общего собрания членов реорганизованной РАН.

## Структура
Учреждения Российской академии медицинских наук
| Название | Город                          | Сокращение                           |
| Отделение клинической медицины                                                                                          | Отделение клинической медицины | Отделение клинической медицины       |
| --- | ------------------------------ | ------------------------------------ |
| Научный центр психического здоровья российской академии медицинских наук                                                | Москва                         | НЦПЗ РАМН                            |
| Российский НЦ хирургии им. академика Б. В. Петровского РАМН                                                             | Москва                         | РНЦХ РАМН                            |
| НЦ неврологии РАМН | Москва                         | НЦН РАМН                             |
| ФГБУ «Научно-исследовательский институт ревматологии имени В. А. Насоновой» РАМН                                        | Москва                         | ФГБУ «НИИР им. В. А. Насоновой» РАМН |
| ГУ НИИ глазных болезней РАМН                                                                                            | Москва                         | НИИГБ РАМН                           |
| ГУ НИИ клинической и экспериментальной ревматологии РАМН                                                                | Волгоград                      | НИИ КиЭР РАМН                        |
| ГУ Центральный научно-исследовательский институт туберкулёза РАМН                                                       | Москва                         | ЦНИИТ РАМН                           |
| Отделение медико-биологических наук                                                                                     |                                |                                      |
| ГУ Медико-генетический НЦ РАМН                                                                                          | Москва                         | МГНЦ РАМН                            |
| ГУ НЦ биомедицинских технологий РАМН                                                                                    | Москва                         |                                      |
| ГУ НИИ биомедицинской химии им. В. Н. Ореховича РАМН                                                                    | Москва                         |                                      |
| ГУ НИИ медицинской приматологии РАМН                                                                                    | Сочи                           | ИМП РАМН                             |
| ГУ НИИ морфологии человека РАМН                                                                                         | Москва                         |                                      |
| ГУ НИИ нормальной физиологии им. П. К. Анохина РАМН                                                                     | Москва                         |                                      |
| ГУ НИИ общей патологии и патофизиологии РАМН                                                                            | Москва                         | НИИ ОПП РАМН                         |
| ГУ НИИ общей реаниматологии РАМН                                                                                        | Москва                         |                                      |
| ГУ НИИ фармакологии им. В. В. Закусова РАМН                                                                             | Москва                         |                                      |
| Отделение профилактической медицины                                                                                     |                                |                                      |
| НИИ вакцин и сывороток им. И. И. Мечникова РАМН                                                                         | Москва                         |                                      |
| ГУ НИИ вирусологии им. Д. И. Ивановского РАМН                                                                           | Москва                         |                                      |
| ГУ НИИ по изысканию новых антибиотиков им. Г. Ф. Гаузе РАМН                                                             | Москва                         | УРАМН НИИНА им. Г. Ф. Гаузе РАМН     |
| ГУ НИИ медицины труда РАМН                                                                                              | Москва                         |                                      |
| ГУ НИИ питания РАМН | Москва                         |                                      |
| ГУ Институт полиомиелита и вирусных энцефалитов им. М. П. Чумакова РАМН                                                 | Москва                         |                                      |
| ГУ Национальный НИИ общественного здоровья имени Н. А. Семашко РАМН                                                     | Москва                         |                                      |
| ГУ НИИ эпидемиологии и микробиологии им. Н. Ф. Гамалеи РАМН                                                             | Москва                         |                                      |
| ГУ НИИ истории медицины РАМН                                                                                            | Москва                         |                                      |
| Сибирское отделение |                                |                                      |
| ГУ НЦ клинической и экспериментальной медицины СО РАМН                                                                  | Новосибирск                    |                                      |
| ГУ Дальневосточный НЦ физиологии и патологии дыхания СО РАМН                                                            | Благовещенск                   |                                      |
| ГУ НИИ физиологии и фундаментальной медицины СО РАМН                                                                    | Новосибирск                    |                                      |
| ГУ НИИ клинической иммунологии СО РАМН                                                                                  | Новосибирск                    |                                      |
| ГУ НИИ терапии СО РАМН                                                                                                  | Новосибирск                    |                                      |
| ГУ НИИ биохимии СО РАМН                                                                                                 | Новосибирск                    |                                      |
| ГУ НИИ клинической и экспериментальной лимфологии СО РАМН                                                               | Новосибирск                    |                                      |
| ГУ НИИ региональной патологии и патоморфологии СО РАМН                                                                  | Новосибирск                    |                                      |
| ГУ НИИ молекулярной биологии и биофизики СО РАМН                                                                        | Новосибирск                    |                                      |
| ГУ НИИ медицинских проблем Севера СО РАМН                                                                               | Красноярск                     |                                      |
| ГУ НИИ эпидемиологии и микробиологии СО РАМН                                                                            | Владивосток                    | НИИЭМ СО РАМН                        |
| Кузбасский научный центр                                                                                                |                                |                                      |
| Кузбасский НЦ СО РАМН                                                                                                   | Кемерово                       |                                      |
| ГУ НИИ комплексных проблем гигиены и профзаболеваний СО РАМН                                                            | Новокузнецк                    |                                      |
| УРАМН Научно-исследовательский институт комплексных проблем сердечно-сосудистых заболеваний СО РАМН (НИИ КПССЗ СО РАМН) | Кемерово                       |                                      |
| Томский научный центр                                                                                                   |                                |                                      |
| Томский НЦ СО РАМН | Томск                          |                                      |
| ГУ НИИ кардиологии ТНЦ СО РАМН                                                                                          | Томск                          |                                      |
| ГУ НИИ медицинской генетики ТНЦ СО РАМН                                                                                 | Томск                          |                                      |
| ГУ НИИ онкологии ТНЦ СО РАМН                                                                                            | Томск                          |                                      |
| ФГБУ «НИИПЗ» СО РАМН | Томск                          |                                      |
| ГУ НИИ комплексных проблем гигиены и профессиональных заболеваний                                                       | Новокузнецк                    |                                      |
| ГУ НИИ фармакологии ТНЦ СО РАМН                                                                                         | Томск                          |                                      |
| ГУ НИИ акушерства, гинекологии и перинатологии ТНЦ СО РАМН                                                              | Томск                          |                                      |
| Восточно-Сибирский научный центр                                                                                        |                                |                                      |
| Восточно-Сибирский НЦ СО РАМН                                                                                           | Иркутск                        |                                      |
| ГУ НЦ медицинской экологии ВСНЦ СО РАМН                                                                                 | Иркутск                        |                                      |
| ГУ Институт педиатрии и репродукции человека НЦМЭ ВСНЦ СО РАМН                                                          | Иркутск                        |                                      |
| ГУ Институт микробиологии и эпидемиологии НЦМЭ ВСНЦ СО РАМН                                                             | Иркутск                        |                                      |
| ГУ Институт медицины труда и экологии человека НЦМЭ ВСНЦ СО РАМН                                                        | Иркутск                        |                                      |
| ГУ НЦ реконструктивной и восстановительной хирургии ВСНЦ СО РАМН                                                        | Иркутск                        |                                      |
| НИИ хирургии НЦРВХ ВСНЦ СО РАМН                                                                                         | Иркутск                        |                                      |
| НИИ травматологии и ортопедии НЦРВХ ВСНЦ СО РАМН                                                                        | Иркутск                        |                                      |
| Северо-Западное отделение                                                                                               |                                |                                      |
| ГУ НИИ акушерства и гинекологии им. Д. О. Отта РАМН                                                                     | Санкт-Петербург                |                                      |
| НИИ экспериментальной медицины СЗО РАМН                                                                                 | Санкт-Петербург                | НИИЭМ СЗО РАМН                       |

Региональные и частные учреждения
| Название | Город                          | Сокращение                     |                                |
| Отделение клинической медицины                                                                                   | Отделение клинической медицины | Отделение клинической медицины | Отделение клинической медицины |
| --- | ------------------------------ | ------------------------------ | ------------------------------ |
| ООО «Научно-исследовательский испытательный комплекс хирургии крови»                                             | Москва                         |                                |                                |
| ЗАО «НИИ медицинского приборостроения»                                                                           | Москва                         | ВНИИМП-Вита                    |                                |
| Отделение медико-биологических наук                                                                              |                                |                                |                                |
| Центрально-Чернозёмный НЦ РАМН                                                                                   | Курск                          |                                |                                |
| Южно-Уральский НЦ РАМН                                                                                           | Челябинск                      |                                |                                |
| Средне-Уральский НЦ РАМН и Правительства Свердловской области                                                    | Екатеринбург                   |                                |                                |
| Волгоградский НЦ РАМН и Администрации Волгоградской области                                                      | Волгоград                      |                                |                                |
| Отделение профилактической медицины                                                                              |                                |                                |                                |
| Дальневосточный НЦ «Экология и медицина труда» РАМН                                                              | Хабаровск                      |                                |                                |
| Институт медико-экологических проблем Севера РАМН                                                                | Мурманск                       |                                |                                |
| Институт новых технологий РАМН                                                                                   | Москва                         |                                |                                |
| НИИ медицинских проблем Крайнего Севера РАМН                                                                     | Надым                          |                                |                                |
| Сибирское отделение                                                                                              |                                |                                |                                |
| НЦ профилактического и лечебного питания ТНЦ СО РАМН                                                             | Тюмень                         |                                |                                |
| Северо-Западное отделение                                                                                        |                                |                                |                                |
| Северный НЦ СЗО РАМН                                                                                             | Архангельск                    |                                |                                |
| Новгородский НЦ СЗО РАМН                                                                                         | Великий Новгород               |                                |                                |
| Карельский научно-медицинский центр СЗО РАМН                                                                     | Петрозаводск                   |                                |                                |
| Коми научный медицинский центр СЗО РАМН                                                                          | Сыктывкар                      |                                |                                |
| Санкт-Петербургская общественная организация «Санкт-Петербургский институт биорегуляции и геронтологии СЗО РАМН» | Санкт-Петербург                |                                |                                |

## Критика
Глава Комиссии РАН по борьбе с лженаукой Евгений Александров в январе 2016 года заявил, что в результате объединения двух академий РАН получила объект для самокритики, поскольку РАМН заражена лженаукой.